# Laguna Salada (Bolivia)
La laguna Salada es una laguna altoandina boliviana ubicada al sur del departamento de Potosí, dentro del Salar de Chalviri. Tiene unas dimensiones de 5,6 kilómetros de largo por 2,9 kilómetros de ancho y una superficie de 9 kilómetros cuadrados (km²), presente un color verde claro por el alto contenido de minerales.
Tiene un perímetro costero de 20 kilómetros.
La laguna se encuentra dentro de la Reserva nacional de fauna andina Eduardo Abaroa, y es uno de los principales puntos turísticos de la zona ya que en la parte sureste de la laguna se encuentra una zona de aguas termales de 30°C donde se puede bañar, llamadas Termas de Polques.

## Galería de imágenes

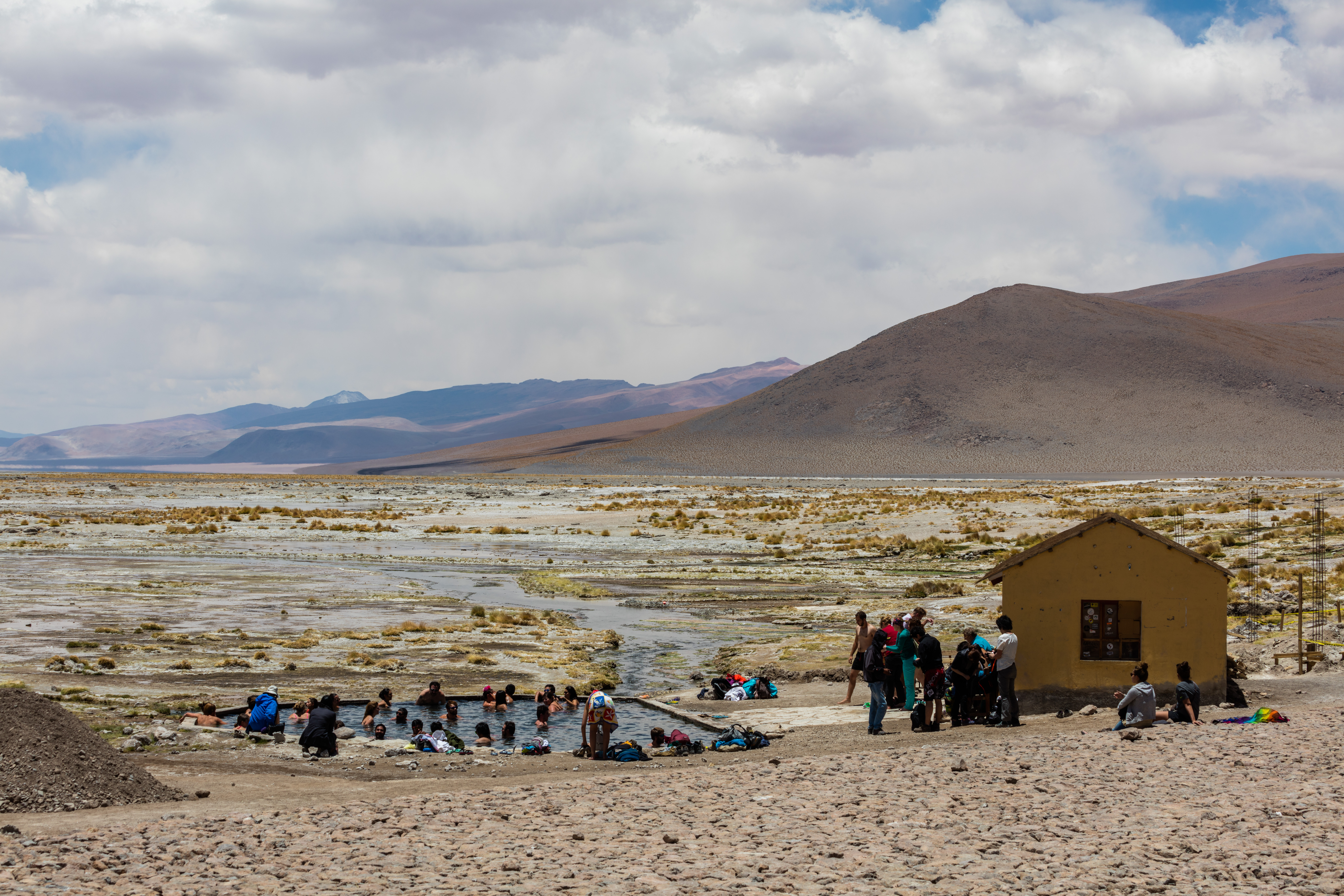
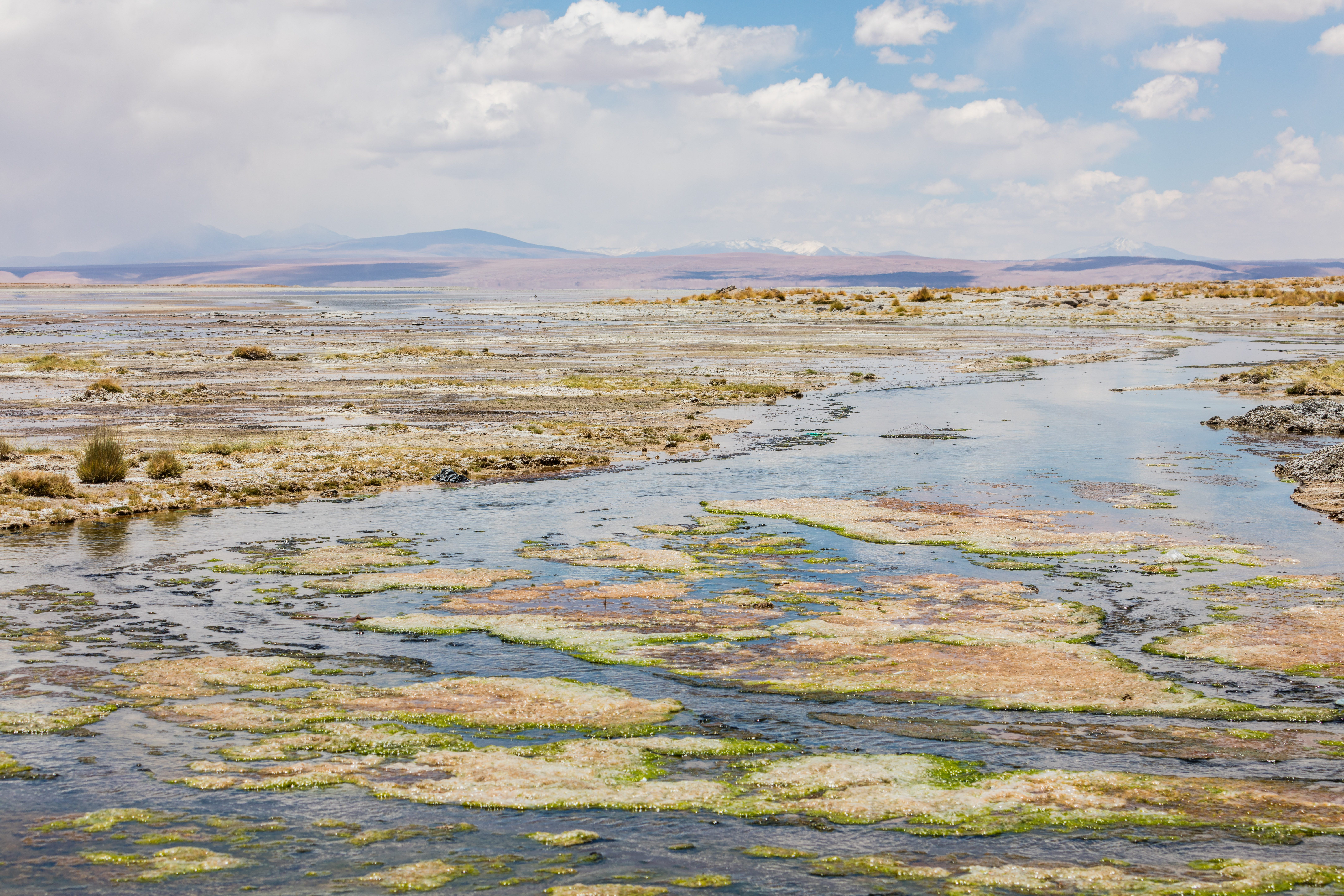
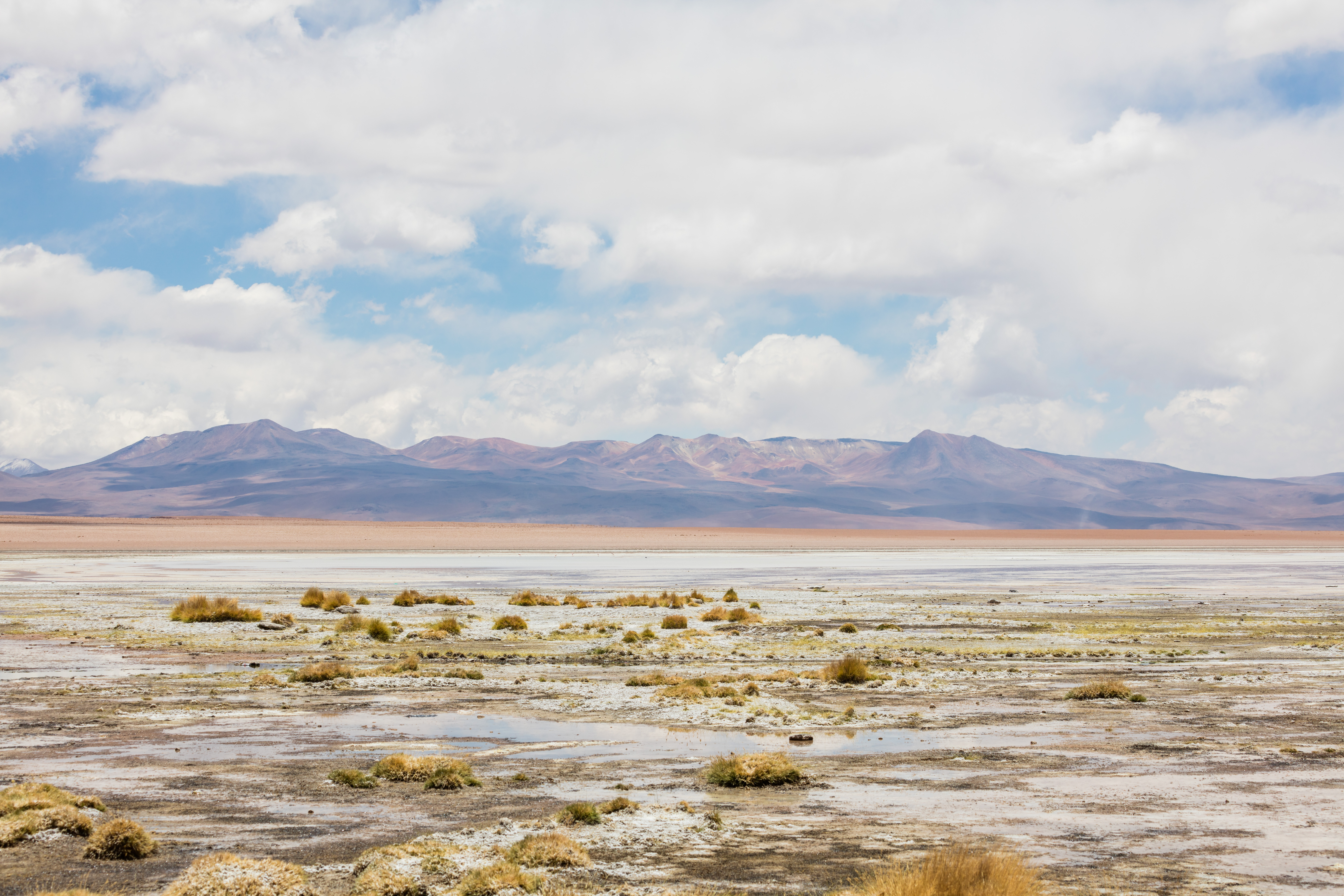